# Bacıoğlu, Arpaçay
Bacıoğlu là một xã thuộc huyện Arpaçay, tỉnh Kars, Thổ Nhĩ Kỳ. Dân số thời điểm năm 2010 là 88 người.